# Jean Valentine
Jean Valentine   (Chicago, 27 d'abril de 1934 - Manhattan, 29 de desembre de 2020) fou una poetessa nord-americana. El seu recull poètic Door in the Mountain (Porta a la Muntanya), el 2004 va ser guardonat amb el National Book Award de poesia.

## Trajectòria
Es va llicenciar en Arts en el Radcliffe College, el 1956 i estraslladà a ciutat de Nova York on ha viscut la major part de la seva vida. Va impartir classes a la Universitat de Nova York fins al 2004, així com tallers i seminaris al 92nd Street Y, a la Universitat de Pittsburgh, al Sarah Lawrence College, al Centre de Treball de Belles Arts de Provincetown i a la Universitat de Colúmbia. Vivia a la ciutat de Nova York. Va ensenyar en el programa d'escriptura de postgrau de la Universitat de Nova York, a la Universitat de Colúmbia i al Sarah Lawrence College.

## Obra
El 1965 el seu primer llibre Dream Barker, va guanyar el concurs Yale Series of Younger Poets. El 2011 Break the Glass va ser finalista del Premi Pulitzer de poesia. Va publicar poemes en revistes literàries, al The New Yorker i al Harper's Magazine i també els llibres següents:
- Shirt in Heaven (2015, Copper Canyon Press
- Break the Glass (2010, Copper Canyon Press
- Little Boat (2007, Wesleyan University Press
- Door in the Mountain: New and Collected Poems, 1965–2003 (2004)
- The Cradle of the Real Life (2000)
- Growing Darkness, Growing Light (1997, Carnegie Mellon University Press
- The Under Voice: Selected Poems (1995, Salmon Publishing
- The River at Wolf (1992, Alice James Books
- Night Lake (1992, Press of Appletree Alley: limited edition of 150, hand-bound, illustrated by Linda Plotkin.)
- Home Deep Blue: New and Selected Poems (1989, Alice James Books
- The Messenger (1979, Farrar, Straus & Giroux
- Ordinary Things (1974, Farrar, Straus & Giroux
- Pilgrims (1969, Farrar, Straus & Giroux
- Dream Barker, and Other Poem (1965, Yale University Press

## Premis i honor
- 2004 National Book Award de poesia (per Door in the Mountain: New and Collected Poems, 1965–2003)
- 1999 Shelley Memorial Award
- 1991 Maurice English Poetry Award
- 1988 Beatrice Hawley Award (per Home Deep Blue: New and Selected Poems)
- 1976 Guggenheim Fellowship
- 1972 National Endowment for the Arts - Literature Beca en poesia
- 1965 Yale Series of Younger Poets